# Deparia formosana
Deparia formosana là một loài dương xỉ trong họ Athyriaceae. Loài này được Rosenst. R. Sano mô tả khoa học đầu tiên năm 2000.